# Maurits Hansen
Pour les articles homonymes, voir Hansen.
Maurits Hansen, né le 5 juillet 1794 à Modum en Norvège et mort le 16 mars 1842 à Kongsberg, est un écrivain norvégien, auteur de roman policier.

## Biographie
Il fait des études à l'école de la cathédrale d'Oslo. Il devient enseignant à Trondheim puis à Kongsberg. Il est membre de la Société royale des lettres et des sciences de Norvège. En 1839, il est professeur à l'université d'Oslo.
Il est reconnu pour sa contribution à la diversité des genres et pour l'introduction du roman en Norvège. Il a été un contributeur majeur au mouvement romantique norvégien. En 1840, il  publie l'un des premiers romans policiers du monde, Mordet på maskinbygger Roolfsen, deux ans avant la nouvelle d'Edgar Allan Poe Double assassinat dans la rue Morgue.

## Œuvre

### Romans
- Digtninger (1816)
- Luren (1819)
- Othar af Bretagne (1819)
- Digtninger (1825)
- Novellen (1827)
- Eventyret ved Rigsgrændsen (1828)
- Norsk Idylkrands (1831)
- Cicisbeatet (1833)
- De trende Kusiner (1835).
- Jutulskoppen (1836)
- Den Forskudte (1838)
- Mordet på maskinbygger Roolfsen (1840)

### Autres ouvrages
- Forsøg til en Grammatik i Modersmaalet (1822)
- Practisk Veiledning i Modersmaalet (1825)
- Kortfattet latinsk Lexikon (1831)
- Omrids af Geographien til Brug for Begyndere, især i Borger- og Almueskoler (1831)
- ABC instructif pour apprendre aux enfants les éléments de la langue française (1833)
- Systematisk Fremstilling af det latinske Sprogs Combinationslære (1834)
- Skolegrammatik i det franske Sprog (1834)
- Almindelig Verdenshistorie fra de ældste indtil vore Tider (1838)
- Julies Brevsamling. Praktisk Veiledning til Brevstil for unge Fruentimmer (1840)

## Étude sur Maurits Hansen
- Maurits Hansen som forteller : en studie av fortellemåter, språk og stil i de første romaner fra norsk miljø etter de Olaf Øyslebø, Solum Forlag (no) (2001)  (ISBN 82-560-1240-4)[1]